# Campeonato Asiático de Atletismo de 2015 - 1500 m feminino
A prova dos 1500 metros feminino do Campeonato Asiático de Atletismo de 2015 foi disputada no dia 3 de junho de 2015 no Wuhan Stadium em Wuhan, na China. 

## Recordes
Antes desta competição, os recordes mundiais e do campeonato nesta prova eram os seguintes:
|                       | Nome             | Nacionalidade | Tempo     | Local  | Data                   |
| --------------------- | ---------------- | ------------- | --------- | ------ | ---------------------- |
| Recorde mundial       | Qu Yunxia        | China         | 3m 50s 46 | Pequim | 11 de setembro de 1993 |
| Recorde do campeonato | Sinimole Paulose | Índia         | 4m 12s 69 | Amã    | 29 de julho de 2007    |
| Recorde asiático      | Qu Yunxia        | China         | 3m 50s 46 | Pequim | 11 de setembro de 1993 |

## Medalhistas
| Ouro            | Prata           | Bronze                   |
| Zhao Jing (CHN) | Maya Iino (JPN) | Kseniya Faiskanova (KGZ) |

## Cronograma
Todos os horários são locais (UTC+8)
| Data       | Hora  | Evento |
| ---------- | ----- | ------ |
| 3 de junho | 17:05 | Final  |

## Final
A final da prova ocorreu dia 3 de julho às 17:05. 
| Posição           | Atleta             | Nacionalidade          | Tempo   | Notas |
| ----------------- | ------------------ | ---------------------- | ------- | ----- |
| 1                 | Betlhem Desalegn   | Emirados Árabes Unidos | 4:29.39 | DSQ   |
| Medalha de ouro   | Zhao Jing          | China                  | 4:29.40 |       |
| Medalha de prata  | Maya Iino          | Japão                  | 4:32.90 |       |
| Medalha de bronze | Kseniya Faiskanova | Quirguistão            | 4:35.42 |       |
| 4                 | Kim Chun Mi        | Coreia do Norte        | 4:37.45 |       |
| 5                 | Gulshanoi Satarova | Quirguistão            | 4:38.42 |       |

Legenda
| Recorde mundial       | Recorde mundial (World record)               |                       | Recorde africano                      | Recorde africano (African) |                                           | Q | Classificado por posição (Qualified) |
| Recorde do campeonato | Recorde do campeonato (Championship record)  | Recorde da América    | Recorde da América (Americas)         | q                          | Classificado por melhor tempo (Qualified) |   |                                      |
| Melhor marca do ano   | Melhor marca do ano (World leading)          | Recorde asiático      | Recorde asiático (Asian)              | DNS                        | Não largou (Did not start)                |   |                                      |
| Recorde nacional      | Recorde nacional (National record)           | Recorde europeu       | Recorde europeu (European)            | DNF                        | Não terminou (Did not finish)             |   |                                      |
| Recorde pessoal       | Recorde pessoal do atleta (Personal best)    | Recorde da Oceania    | Recorde da Oceania (Oceania)          | DSQ / DQ                   | Desclassificado (Disqualified)            |   |                                      |
| Recorde da temporada  | Recorde da temporada do atleta (Season best) | Recorde sul-americano | Recorde sul-americano (South America) | NM                         | Sem marca (No mark)                       |   |                                      |